# Austrian Volley League (2002/2003)
Austrian Volley League 2002/2003 − 51. sezon mistrzostw Austrii w piłce siatkowej (32. sezon w formule ligowej) zorganizowany przez Austriacki Związek Piłki Siatkowej (Österreichischer Volleyballverband, ÖVV). Zainaugurowany został 5  października 2002 roku i trwał do 28 kwietnia 2003 roku.
W Austrian Volley League w sezonie 2002/2003 uczestniczyło 11 drużyn oraz na specjalnych zasadach reprezentacja Austrii. Przed początkiem sezonu z rozgrywek wycofał się klub Sparkasse SSK Feldkirch. Do najwyższej klasy rozgrywkowej dołączyły natomiast UVC Wesser Graz oraz Sportliga Linz.
Rozgrywki składały się z fazy zasadniczej,  drugiej fazy, fazy play-off oraz fazy play-out.
Po raz piętnasty, jednocześnie ósmy raz z rzędu, mistrzem Austrii został klub hotVolleys Wiedeń, który w finałach fazy play-off pokonał VT Tiroler Wasserkraft. Trzecie miejsce zajął SK Zadruga Aich/Dob.

## System rozgrywek
Austrian Volley League w sezonie 2002/2003 składała się z fazy zasadniczej, drugiej fazy, fazy play-off oraz fazy play-out.
Faza zasadnicza

W fazie zasadniczej drużyny rozegrały między sobą po jednym meczu. Sześć najlepszych trafiło do grupy A drugiej fazy, pozostałe natomiast do grupy B.
Druga faza

W drugiej fazie zespoły podzielone zostały na dwie grupy. W grupie A grało sześć najlepszych drużyn fazy zasadniczej, natomiast w grupie B te, które w fazie zasadniczej zajęły miejsca 7-11 oraz reprezentacja Austrii. W ramach grup zespoły rozegrały między sobą po trzy mecze. Do tabeli obu grup wliczone zostały wszystkie spotkania fazy zasadniczej.
Pięć najlepszych drużyn grupy A bezpośrednio awansowało do ćwierćfinałów fazy play-off, pozostałe rywalizowały w 1/8 finału fazy play-off. Reprezentacja Austrii niezależnie od zajętego miejsca zakończyła udział w rozgrywkach i nie podlegała ostatecznej klasyfikacji.
Faza play-off

Faza play-off składała się z 1/8 finału, ćwierćfinałów, meczów o miejsca 5-8, półfinałów, meczów o 3. miejsce oraz finałów.
1/8 finału

Pary 1/8 finału utworzone zostały na podstawie rezultatów z drugiej fazy zgodnie z kluczem:
- para 1: 2. miejsce w grupie B – 3. miejsce w grupie B;
- para 2: 1. miejsce w grupie B – 4. miejsce w grupie B;
- para 3: 6. miejsce w grupie A – 5. miejsce w grupie B.

Rywalizacja w parach toczyła się do dwóch zwycięstw ze zmianą gospodarza po każdym meczu. Gospodarzem pierwszego meczu w parze była drużyna wyżej rozstawiona. Zwycięzcy w parach awansowali do ćwierćfinałów, przegrani natomiast trafili do fazy play-out.
Ćwierćfinały

Ćwierćfinałowe pary utworzone zostały zgodnie z poniższym kluczem:
- para 1: 1. miejsce w grupie A – zwycięzca w parze 1 1/8 finału;
- para 2: 4. miejsce w grupie A – 5. miejsce w grupie A;
- para 3: 2. miejsce w grupie A – zwycięzca w parze 2 1/8 finału;
- para 4: 3. miejsce w grupie A – zwycięzca w parze 3 1/8 finału.

Rywalizacja w parach toczyła się do dwóch zwycięstw na zasadach analogicznych co w 1/8 finału. Zwycięzcy w parach awansowali do półfinałów, przegrani natomiast grali o miejsca 5-8.
Mecze o miejsca 5-8

Pary półfinałów o miejsca 5-8 utworzone zostały zgodnie z poniższym kluczem:
- para 1: przegrany w ćwierćfinałowej parze 1 – przegrany w ćwierćfinałowej parze 2;
- para 2: przegrany w ćwierćfinałowej parze 3 – przegrany w ćwierćfinałowej parze 4.

Zwycięzcy w parach grali o 5. miejsce, natomiast przegrani – o 7. miejsce. Rywalizacja w parach toczyła się do dwóch zwycięstw na zasadach analogicznych co w ćwierćfinałach.
Półfinały

Półfinałowe pary utworzone zostały zgodnie z poniższym kluczem:
- para 1: zwycięzca w ćwierćfinałowej parze 1 – zwycięzca w ćwierćfinałowej parze 2;
- para 2: zwycięzca w ćwierćfinałowej parze 3 – zwycięzca w ćwierćfinałowej parze 4.

Rywalizacja w parach toczyła się do trzech zwycięstw ze zmianą gospodarza po każdym meczu. Gospodarzem pierwszego meczu w parze była drużyna wyżej rozstawiona. Zwycięzcy w parach awansowali do finałów, przegrani natomiast grali o 3. miejsce.
Mecze o 3. miejsce

Rywalizacja o 3. miejsce toczyła się do dwóch zwycięstw ze zmianą gospodarza po każdym meczu. Gospodarzem pierwszego meczu w parze była drużyna wyżej rozstawiona.
Finały

Finały rozgrywane były do czterech zwycięstw ze zmianą gospodarza po każdym meczu. Gospodarzem pierwszego meczu w parze była drużyna wyżej rozstawiona. Zwycięzca finałów został mistrzem Austrii.
Faza play-out

Faza play-out składała się z dwóch rund. Ze względu na nieparzystą liczbę uczestniczących w tej fazie drużyn przegrany w parze 1 1/8 finału bezpośrednio trafił do drugiej rundy, natomiast przegrani w parach 2 i 3 1/8 finału grali do dwóch zwycięstw ze zmianą gospodarza po każdym meczu. Gospodarzem pierwszego meczu w parze była drużyna wyżej rozstawiona. Przegrany w parze trafił do baraży, zwycięzca natomiast grał z przegranym w parze 1 1/8 finału o 9. miejsce. Rywalizacja toczyła się na zasadach analogicznych jak w pierwszej rundzie fazy play-out.
Baraże

W barażach uczestniczyło pięć drużyn: zespół, który zajął 11. miejsce w Austrian Volley League oraz dwie najlepsze drużyny fazy zasadniczej 2. Bundesligi Ost oraz 2. Bundesligi West. Drużyny rozegrały między sobą po dwa mecze systemem kołowym (mecz u siebie i rewanż na wyjeździe). Dwa najlepsze zespoły zapewniły sobie prawo gry w Austrian Volley League w sezonie 2003/2004.

## Drużyny uczestniczące
Austrian Volley League w sezonie 2002/2003 została powiększona z 10 do 11 drużyn. Przed początkiem sezonu z najwyższej klasy rozgrywkowej wycofał się klub Sparkasse SSK Feldkirch i zgłosił się do ligi landowej (1. Landesliga Vorarlberg). Po barażach do Austrian Volley League awansowały dwa zespoły: UVC Wesser Graz oraz Sportliga Linz. Klub Sportliga Linz uzyskał prawo gry w AVL, ponieważ VCA Umdasch Amstetten/Aschbach, który zajął wyższe miejsce w barażach, nie wyraził chęci uczestnictwa w najwyższej klasie rozgrywkowej.
W drugiej fazie w grupie B uczestniczyła dodatkowo reprezentacja Austrii.
| | Austrian Volley League 2002/2003 |    |     |
| --- | -------------------------------- | -- | --- |
| HOT | hotVolleys Wiedeń                | 1  | LM  |
| TIR | VT Tiroler Wasserkraft           | 2  | TT  |
| SAL | Quadriga Salzburg                | 3  | CEV |
| AIC | SK Zadruga Aich/Dob              | 4  | CEV |
| SOK | SVS Sokol V                      | 5  |     |
| HAR | TSV Sparkasse Hartberg           | 6  |     |
| KLA | Hypo VBK Klagenfurt              | 7  |     |
| DÖB | Sportunion VV Döbling            | 8  |     |
| SUP | supervolley Enns                 | 10 |     |
| | Awans z 2. Bundesligi Ost        |    |     |
| GRA | UVC Wesser Graz                  | 1  |     |
| | Awans z 2. Bundesligi West       |    |     |
| LIN | Sportliga Linz                   | 1  |     |
| Oznaczenia: - kolumna pierwsza – skróty nazw drużyn wpisane na mapie (jeśli ta została zamieszczona), - kolumna trzecia – miejsce zajęte przez daną drużynę w poprzednim sezonie. |                                  |    |     |

## Faza zasadnicza

### Tabela wyników
| Gospodarz \ Gość1      | HOT | TIR | SAL | AIC | SOK | HAR | KLA | DÖB | SUP | GRA | LIN |
| ---------------------- | --- | --- | --- | --- | --- | --- | --- | --- | --- | --- | --- |
| hotVolleys Wiedeń      | -   | 3:2 | 3:0 | 3:0 | 3:0 | 3:0 | -   | -   | -   | -   | -   |
| VT Tiroler Wasserkraft | -   | -   | -   | 3:0 | -   | 3:0 | -   | 3:0 | -   | 3:0 | -   |
| Quadriga Salzburg      | -   | 0:3 | -   | -   | 3:0 | -   | 3:2 | -   | 3:1 | -   | 3:1 |
| SK Zadruga Aich/Dob    | -   | -   | 3:2 | -   | -   | 3:0 | -   | 3:1 | -   | 3:0 | -   |
| SVS Sokol V            | -   | 3:0 | -   | 3:2 | -   | -   | 3:1 | -   | 3:0 | -   | 3:2 |
| TSV Sparkasse Hartberg | -   | -   | 2:3 | -   | 1:3 | -   | -   | 3:2 | -   | 2:3 | -   |
| Hypo VBK Klagenfurt    | 0:3 | 0:3 | -   | 3:0 | -   | 3:0 | -   | -   | 3:1 | -   | 3:1 |
| Sportunion VV Döbling  | 0:3 | -   | 1:3 | -   | 1:3 | -   | 0:3 | -   | -   | 3:0 | -   |
| supervolley Enns       | 0:3 | 0:3 | -   | 3:2 | -   | 1:3 | -   | 3:2 | -   | -   | 3:1 |
| UVC Wesser Graz        | 1:3 | -   | 1:3 | -   | 0:3 | -   | 1:3 | -   | 3:2 | -   | -   |
| Sportliga Linz         | 0:3 | 1:3 | -   | 0:3 | -   | 0:3 | -   | 0:3 | -   | 1:3 | -   |

Źródło: 
1 Drużyna gospodarzy jest wymieniona po lewej stronie tabeli.
Kolory:
  zwycięstwo gospodarzy 3:0 lub 3:1
  zwycięstwo gospodarzy 3:2
  zwycięstwo gości 3:0 lub 3:1
  zwycięstwo gości 3:2

### Terminarz i wyniki spotkań
| Data        | Godz. | Gospodarz              | Rezultat                                | Gość                   |
| ----------- | ----- | ---------------------- | --------------------------------------- | ---------------------- |
| 1. KOLEJKA  |       |                        |                                         |                        |
| 05.10.2002  | 18:30 | Hypo VBK Klagenfurt    | 3:0 (26:24, 25:18, 25:17)               | TSV Sparkasse Hartberg |
| 05.10.2002  | 19:00 | UVC Wesser Graz        | 1:3 (25:19, 15:25, 18:25, 18:25)        | Quadriga Salzburg      |
| 05.10.2002  | 19:00 | supervolley Enns       | 3:2 (25:19, 20:25, 20:25, 25:21, 15:7)  | SK Zadruga Aich/Dob    |
| 05.10.2002  | 19:30 | Sportunion VV Döbling  | 1:3 (12:25, 25:18, 20:25, 16:25)        | SVS Sokol V            |
| 02.11.2002  | 19:00 | Sportliga Linz         | 1:3 (14:25, 22:25, 25:22, 17:25)        | VT Tiroler Wasserkraft |
| 2. KOLEJKA  |       |                        |                                         |                        |
| 12.10.2002  | 19:00 | VT Tiroler Wasserkraft | 3:0 (25:22, 25:15, 25:18)               | UVC Wesser Graz        |
| 12.10.2002  | 19:00 | SK Zadruga Aich/Dob    | 3:1 (25:17, 25:20, 21:25, 25:19)        | Sportunion VV Döbling  |
| 12.10.2002  | 19:00 | Quadriga Salzburg      | 3:1 (24:26, 25:17, 25:23, 25:18)        | supervolley Enns       |
| 12.10.2002  | 19:30 | SVS Sokol V            | 3:1 (25:22, 25:19, 20:25, 25:16)        | Hypo VBK Klagenfurt    |
| 06.11.2002  | 19:00 | hotVolleys Wiedeń      | 3:0 (25:15, 25:21, 25:22)               | TSV Sparkasse Hartberg |
| 3. KOLEJKA  |       |                        |                                         |                        |
| 19.10.2002  | 18:00 | supervolley Enns       | 0:3 (21:25, 20:25, 21:25)               | VT Tiroler Wasserkraft |
| 19.10.2002  | 18:30 | Hypo VBK Klagenfurt    | 3:0 (25:19, 25:22, 25:18)               | SK Zadruga Aich/Dob    |
| 19.10.2002  | 19:00 | TSV Sparkasse Hartberg | 1:3 (27:29, 18:25, 25:23, 19:25)        | SVS Sokol V            |
| 19.10.2002  | 19:00 | Sportliga Linz         | 0:3 (22:25, 17:25, 17:25)               | hotVolleys Wiedeń      |
| 22.10.2002  | 19:30 | Sportunion VV Döbling  | 1:3 (17:25, 23:25, 25:19, 22:25)        | Quadriga Salzburg      |
| 4. KOLEJKA  |       |                        |                                         |                        |
| 20.10.2002  | 13:00 | Sportliga Linz         | 1:3 (25:23, 19:25, 22:25, 17:25)        | UVC Wesser Graz        |
| 20.10.2002  | 17:00 | VT Tiroler Wasserkraft | 3:0 (25:12, 25:22, 25:11)               | Sportunion VV Döbling  |
| 20.10.2002  | 18:00 | SK Zadruga Aich/Dob    | 3:0 (25:23, 25:20, 25:14)               | TSV Sparkasse Hartberg |
| 20.10.2002  | 18:00 | Quadriga Salzburg      | 3:2 (25:17, 23:25, 22:25, 25:22, 15:13) | Hypo VBK Klagenfurt    |
| 08.11.2002  | 10:30 | hotVolleys Wiedeń      | 3:0 (25:22, 25:21, 25:22)               | SVS Sokol V            |
| 5. KOLEJKA  |       |                        |                                         |                        |
| 06.10.2002  | 17:00 | TSV Sparkasse Hartberg | 2:3 (25:23, 19:25, 25:21, 24:26, 11:15) | Quadriga Salzburg      |
| 25.10.2002  | 19:00 | supervolley Enns       | 3:1 (23:25, 25:13, 25:16, 25:17)        | Sportliga Linz         |
| 26.10.2002  | 17:30 | SVS Sokol V            | 3:2 (25:19, 25:20, 21:25, 17:25, 15:13) | SK Zadruga Aich/Dob    |
| 26.10.2002  | 18:30 | Hypo VBK Klagenfurt    | 0:3 (29:31, 21:25, 23:25)               | VT Tiroler Wasserkraft |
| 26.10.2002  | 19:00 | UVC Wesser Graz        | 1:3 (27:25, 22:25, 17:25, 17:25)        | hotVolleys Wiedeń      |
| 6. KOLEJKA  |       |                        |                                         |                        |
| 25.10.2002  | 20:00 | hotVolleys Wiedeń      | 3:0 (25:20, 25:19, 25:18)               | SK Zadruga Aich/Dob    |
| 27.10.2002  | 13:00 | Sportliga Linz         | 0:3 (22:25, 21:25, 25:27)               | Sportunion VV Döbling  |
| 27.10.2002  | 13:00 | Quadriga Salzburg      | 3:0 (25:23, 25:22, 25:20)               | SVS Sokol V            |
| 27.10.2002  | 14:00 | UVC Wesser Graz        | 3:2 (28:30, 25:13, 19:25, 25:23, 15:12) | supervolley Enns       |
| 27.10.2002  | 17:00 | VT Tiroler Wasserkraft | 3:0 (25:22, 25:19, 25:21)               | TSV Sparkasse Hartberg |
| 7. KOLEJKA  |       |                        |                                         |                        |
| 30.10.2002  | 11:00 | supervolley Enns       | 0:3 (17:25, 21:25, 19:25)               | hotVolleys Wiedeń      |
| 01.11.2002  | 16:45 | SVS Sokol V            | 3:0 (25:22, 25:21, 25:21)               | VT Tiroler Wasserkraft |
| 01.11.2002  | 16:45 | Hypo VBK Klagenfurt    | 3:1 (25:21, 20:25, 25:12, 25:14)        | Sportliga Linz         |
| 01.11.2002  | 19:00 | Sportunion VV Döbling  | 3:0 (25:19, 25:18, 25:18)               | UVC Wesser Graz        |
| 04.11.2002  | 20:15 | SK Zadruga Aich/Dob    | 3:2 (20:25, 25:14, 25:16, 22:25, 15:10) | Quadriga Salzburg      |
| 8. KOLEJKA  |       |                        |                                         |                        |
| 23.10.2002  | 19:00 | VT Tiroler Wasserkraft | 3:0 (25:15, 25:16, 25:15)               | SK Zadruga Aich/Dob    |
| 23.10.2002  | 19:00 | hotVolleys Wiedeń      | 3:0 (25:12, 25:14, 25:19)               | Quadriga Salzburg      |
| 03.11.2002  | 13:00 | Sportliga Linz         | 0:3 (19:25, 19:25, 29:31)               | TSV Sparkasse Hartberg |
| 03.11.2002  | 14:00 | UVC Wesser Graz        | 1:3 (25:22, 16:25, 23:25, 19:25)        | Hypo VBK Klagenfurt    |
| 03.11.2002  | 17:00 | supervolley Enns       | 3:2 (19:25, 21:25, 25:23, 25:19, 15:10) | Sportunion VV Döbling  |
| 9. KOLEJKA  |       |                        |                                         |                        |
| 29.10.2002  | 20:00 | Quadriga Salzburg      | 0:3 (19:25, 23:25, 15:25)               | VT Tiroler Wasserkraft |
| 09.11.2002  | 17:00 | TSV Sparkasse Hartberg | 2:3 (25:22, 25:19, 21:25, 23:25, 13:15) | UVC Wesser Graz        |
| 09.11.2002  | 17:30 | SVS Sokol V            | 3:2 (23:25, 23:25, 25:15, 25:20, 17:15) | Sportliga Linz         |
| 09.11.2002  | 18:30 | Hypo VBK Klagenfurt    | 3:1 (25:19, 25:23, 25:27, 25:17)        | supervolley Enns       |
| 09.11.2002  | 19:30 | Sportunion VV Döbling  | 0:3 (12:25, 20:25, 20:25)               | hotVolleys Wiedeń      |
| 10. KOLEJKA |       |                        |                                         |                        |
| 12.11.2002  | 19:30 | Sportunion VV Döbling  | 0:3 (23:25, 21:25, 25:27)               | Hypo VBK Klagenfurt    |
| 13.11.2002  | 19:00 | supervolley Enns       | 1:3 (25:21, 23:25, 18:25, 21:25)        | TSV Sparkasse Hartberg |
| 13.11.2002  | 19:30 | Sportliga Linz         | 0:3 (20:25, 20:25, 21:25)               | SK Zadruga Aich/Dob    |
| 14.11.2002  | 20:00 | UVC Wesser Graz        | 0:3 (19:25, 24:26, 16:25)               | SVS Sokol V            |
| 15.11.2002  | 20:15 | hotVolleys Wiedeń      | 3:2 (27:25, 25:13, 16:25, 20:25, 19:17) | VT Tiroler Wasserkraft |
| 11. KOLEJKA |       |                        |                                         |                        |
| 16.11.2002  | 19:00 | TSV Sparkasse Hartberg | 3:2 (25:19, 25:27, 21:25, 25:23, 22:20) | Sportunion VV Döbling  |
| 16.11.2002  | 19:00 | SVS Sokol V            | 3:0 (25:21, 29:27, 25:22)               | supervolley Enns       |
| 16.11.2002  | 19:00 | SK Zadruga Aich/Dob    | 3:0 (25:22, 25:13, 25:18)               | UVC Wesser Graz        |
| 16.11.2002  | 19:00 | Quadriga Salzburg      | 3:1 (24:26, 25:17, 25:10, 25:16)        | Sportliga Linz         |
| 16.11.2002  | 19:00 | Hypo VBK Klagenfurt    | 0:3 (17:25, 21:25, 12:25)               | hotVolleys Wiedeń      |
| Źródło:     |       |                        |                                         |                        |

### Tabela
| Lp. | Drużyna                | Pkt | Mecze | Mecze | Mecze | Rodzaj wyniku | Rodzaj wyniku | Rodzaj wyniku | Rodzaj wyniku | Rodzaj wyniku | Rodzaj wyniku | Sety | Sety | Sety  | Małe punkty | Małe punkty | Małe punkty |
| Lp. | Drużyna                | Pkt | M     | W     | P     | 3:0           | 3:1           | 3:2           | 2:3           | 1:3           | 0:3           | wyg. | prz. | stos. | zdob.       | str.        | stos.       |
| --- | ---------------------- | --- | ----- | ----- | ----- | ------------- | ------------- | ------------- | ------------- | ------------- | ------------- | ---- | ---- | ----- | ----------- | ----------- | ----------- |
| 1   | hotVolleys Wiedeń      | 20  | 10    | 10    | 0     | 8             | 1             | 1             | 0             | 0             | 0             | 30   | 3    | 10    | 807         | 628         | 1.29        |
| 2   | SVS Sokol V            | 16  | 10    | 8     | 2     | 3             | 3             | 2             | 0             | 0             | 2             | 24   | 13   | 1.85  | 866         | 789         | 1.1         |
| 3   | VT Tiroler Wasserkraft | 16  | 10    | 8     | 2     | 7             | 1             | 0             | 1             | 0             | 1             | 26   | 7    | 3.71  | 797         | 660         | 1.21        |
| 4   | Quadriga Salzburg      | 14  | 10    | 7     | 3     | 1             | 4             | 2             | 1             | 0             | 2             | 23   | 17   | 1.35  | 873         | 844         | 1.03        |
| 5   | Hypo VBK Klagenfurt    | 12  | 10    | 6     | 4     | 3             | 3             | 0             | 1             | 1             | 2             | 21   | 15   | 1.4   | 827         | 789         | 1.05        |
| 6   | SK Zadruga Aich/Dob    | 10  | 10    | 5     | 5     | 3             | 1             | 1             | 2             | 0             | 3             | 19   | 18   | 1.06  | 789         | 775         | 1.02        |
| 7   | UVC Wesser Graz        | 6   | 10    | 3     | 7     | 0             | 1             | 2             | 0             | 3             | 4             | 12   | 26   | 0.46  | 780         | 885         | 0.88        |
| 8   | TSV Sparkasse Hartberg | 6   | 10    | 3     | 7     | 1             | 1             | 1             | 2             | 1             | 4             | 14   | 24   | 0.58  | 831         | 887         | 0.94        |
| 9   | supervolley Enns       | 6   | 10    | 3     | 7     | 0             | 1             | 2             | 1             | 3             | 3             | 14   | 26   | 0.54  | 857         | 906         | 0.95        |
| 10  | Sportunion VV Döbling  | 4   | 10    | 2     | 8     | 2             | 0             | 0             | 2             | 3             | 3             | 13   | 24   | 0.54  | 775         | 856         | 0.91        |
| 11  | Sportliga Linz         | 0   | 10    | 0     | 10    | 0             | 0             | 0             | 1             | 5             | 4             | 7    | 30   | 0.23  | 725         | 908         | 0.8         |

Źródło: 
Punktacja: zwycięstwo - 2 pkt; porażka - 0 pkt
Zasady ustalania kolejności: 1. liczba zdobytych punktów; 2. bilans w bezpośrednich spotkaniach; 3. wyższy stosunek setów; 4. wyższy stosunek małych punktów
     Druga faza – grupa A
     Druga faza – grupa B

## Druga faza

### Grupa A

#### Tabela wyników
| Gospodarz \ Gość1      | HOT | SOK | TIR | SAL | KLA | AIC |
| ---------------------- | --- | --- | --- | --- | --- | --- |
| hotVolleys Wiedeń      | -   | 3:0 | 1:3 | 3:0 | 3:1 | 3:0 |
| SVS Sokol V            | 0:3 | -   | 0:3 | 2:3 | 3:1 | 1:3 |
| VT Tiroler Wasserkraft | 3:1 | 3:0 | -   | 3:1 | 3:0 | 3:0 |
| Quadriga Salzburg      | 1:3 | 3:0 | 0:3 | -   | 3:0 | 0:3 |
| Hypo VBK Klagenfurt    | 0:3 | 3:0 | 0:3 | 1:3 | -   | 2:3 |
| SK Zadruga Aich/Dob    | 1:3 | 3:0 | 2:3 | 3:0 | 3:1 | -   |

| Gospodarz \ Gość1      | HOT | SOK | TIR | SAL | KLA | AIC |
| ---------------------- | --- | --- | --- | --- | --- | --- |
| hotVolleys Wiedeń      | -   | -   | -   | -   | 3:0 | -   |
| SVS Sokol V            | 1:3 | -   | -   | 3:2 | -   | -   |
| VT Tiroler Wasserkraft | 3:2 | 3:0 | -   | 3:0 | 3:0 | -   |
| Quadriga Salzburg      | 0:3 | -   | -   | -   | -   | 2:3 |
| Hypo VBK Klagenfurt    | -   | 3:1 | -   | 1:3 | -   | -   |
| SK Zadruga Aich/Dob    | 2:3 | 3:1 | 1:3 | -   | 3:1 | -   |

Źródło: 
1 Drużyna gospodarzy jest wymieniona po lewej stronie tabeli.
Kolory:
  zwycięstwo gospodarzy 3:0 lub 3:1
  zwycięstwo gospodarzy 3:2
  zwycięstwo gości 3:0 lub 3:1
  zwycięstwo gości 3:2

#### Terminarz i wyniki spotkań
| Data        | Godz. | Gospodarz              | Rezultat                                | Gość                   |
| ----------- | ----- | ---------------------- | --------------------------------------- | ---------------------- |
| 1. KOLEJKA  |       |                        |                                         |                        |
| 23.11.2002  | 17:00 | hotVolleys Wiedeń      | 3:1 (25:18, 25:10, 20:25, 25:22)        | Hypo VBK Klagenfurt    |
| 23.11.2002  | 19:00 | SK Zadruga Aich/Dob    | 2:3 (23:25, 26:24, 21:25, 25:20, 9:15)  | VT Tiroler Wasserkraft |
| 23.11.2002  | 20:30 | Quadriga Salzburg      | 3:0 (25:19, 25:12, 25:21)               | SVS Sokol V            |
| 2. KOLEJKA  |       |                        |                                         |                        |
| 27.11.2002  | 19:00 | VT Tiroler Wasserkraft | 3:1 (22:25, 25:23, 25:21, 25:20)        | Quadriga Salzburg      |
| 27.11.2002  | 20:00 | hotVolleys Wiedeń      | 3:0 (25:17, 25:16, 25:16)               | SK Zadruga Aich/Dob    |
| 27.11.2002  | 20:30 | Hypo VBK Klagenfurt    | 3:0 (26:24, 25:15, 26:24)               | SVS Sokol V            |
| 3. KOLEJKA  |       |                        |                                         |                        |
| 30.11.2002  | 19:30 | Quadriga Salzburg      | 1:3 (24:26, 25:22, 19:25, 20:25)        | hotVolleys Wiedeń      |
| 07.12.2002  | 19:00 | SK Zadruga Aich/Dob    | 3:1 (25:11, 20:25, 25:17, 25:19)        | Hypo VBK Klagenfurt    |
| 07.12.2002  | 19:30 | SVS Sokol V            | 0:3 (15:25, 17:25, 19:25)               | VT Tiroler Wasserkraft |
| 4. KOLEJKA  |       |                        |                                         |                        |
| 14.12.2002  | 17:30 | hotVolleys Wiedeń      | 3:0 (25:14, 25:16, 25:14)               | SVS Sokol V            |
| 14.12.2002  | 19:00 | SK Zadruga Aich/Dob    | 3:0 (26:24, 25:16, 25:21)               | Quadriga Salzburg      |
| 14.12.2002  | 20:30 | Hypo VBK Klagenfurt    | 0:3 (15:25, 18:25, 19:25)               | VT Tiroler Wasserkraft |
| 5. KOLEJKA  |       |                        |                                         |                        |
| 21.12.2002  | 17:15 | SVS Sokol V            | 1:3 (22:25, 32:34, 25:22, 20:25)        | SK Zadruga Aich/Dob    |
| 21.12.2002  | 18:30 | Quadriga Salzburg      | 3:0 (25:18, 28:26, 25:19)               | Hypo VBK Klagenfurt    |
| 21.12.2002  | 19:00 | VT Tiroler Wasserkraft | 3:1 (25:21, 25:23, 28:30, 25:18)        | hotVolleys Wiedeń      |
| 6. KOLEJKA  |       |                        |                                         |                        |
| 04.01.2003  | 19:00 | VT Tiroler Wasserkraft | 3:0 (25:18, 25:20, 25:21)               | SK Zadruga Aich/Dob    |
| 04.01.2003  | 20:30 | Hypo VBK Klagenfurt    | 0:3 (16:25, 17:25, 17:25)               | hotVolleys Wiedeń      |
| 05.01.2003  | 14:30 | SVS Sokol V            | 2:3 (24:26, 18:25, 25:23, 25:22, 12:15) | Quadriga Salzburg      |
| 7. KOLEJKA  |       |                        |                                         |                        |
| 06.01.2003  | 13:00 | SVS Sokol V            | 3:1 (27:25, 22:25, 28:26, 25:15)        | Hypo VBK Klagenfurt    |
| 06.01.2003  | 18:00 | SK Zadruga Aich/Dob    | 1:3 (23:25, 25:18, 20:25, 22:25)        | hotVolleys Wiedeń      |
| 06.01.2003  | 20:15 | Quadriga Salzburg      | 0:3 (11:25, 23:25, 22:25)               | VT Tiroler Wasserkraft |
| 8. KOLEJKA  |       |                        |                                         |                        |
| 11.01.2003  | 17:00 | hotVolleys Wiedeń      | 3:0 (25:18, 25:16, 25:19)               | Quadriga Salzburg      |
| 11.01.2003  | 19:00 | VT Tiroler Wasserkraft | 3:0 (25:16, 25:20, 25:16)               | SVS Sokol V            |
| 12.01.2003  | 20:00 | Hypo VBK Klagenfurt    | 2:3 (25:19, 23:25, 25:21, 18:25, 14:16) | SK Zadruga Aich/Dob    |
| 9. KOLEJKA  |       |                        |                                         |                        |
| 17.01.2003  | 20:00 | Quadriga Salzburg      | 0:3 (18:25, 17:25, 22:25)               | SK Zadruga Aich/Dob    |
| 18.01.2003  | 19:00 | SVS Sokol V            | 0:3 (21:25, 20:25, 20:25)               | hotVolleys Wiedeń      |
| 19.01.2003  | 15:00 | VT Tiroler Wasserkraft | 3:0 (25:22, 25:23, 25:21)               | Hypo VBK Klagenfurt    |
| 10. KOLEJKA |       |                        |                                         |                        |
| 24.01.2003  | 20:15 | hotVolleys Wiedeń      | 1:3 (20:25, 25:16, 27:29, 23:25)        | VT Tiroler Wasserkraft |
| 25.01.2003  | 19:00 | SK Zadruga Aich/Dob    | 3:0 (26:24, 25:12, 25:18)               | SVS Sokol V            |
| 26.01.2003  | 15:00 | Hypo VBK Klagenfurt    | 1:3 (23:25, 25:23, 23:25, 23:25)        | Quadriga Salzburg      |
| 11. KOLEJKA |       |                        |                                         |                        |
| 29.01.2003  | 19:00 | hotVolleys Wiedeń      | 3:0 (25:19, 25:12, 25:21)               | Hypo VBK Klagenfurt    |
| 30.01.2003  | 19:00 | SVS Sokol V            | 3:2 (27:25, 26:28, 25:17, 23:25, 15:13) | Quadriga Salzburg      |
| 30.01.2003  | 19:00 | SK Zadruga Aich/Dob    | 1:3 (20:25, 25:23, 20:25, 23:25)        | VT Tiroler Wasserkraft |
| 12. KOLEJKA |       |                        |                                         |                        |
| 01.02.2003  | 19:00 | SK Zadruga Aich/Dob    | 2:3 (24:26, 25:20, 25:20, 17:25, 18:20) | hotVolleys Wiedeń      |
| 02.02.2003  | 17:00 | VT Tiroler Wasserkraft | 3:0 (25:16, 25:14, 25:23)               | Quadriga Salzburg      |
| 03.02.2003  | 20:15 | Hypo VBK Klagenfurt    | 3:1 (25:22, 32:30, 21:25, 25:19)        | SVS Sokol V            |
| 13. KOLEJKA |       |                        |                                         |                        |
| 04.02.2003  | 20:00 | Quadriga Salzburg      | 0:3 (20:25, 20:25, 17:25)               | hotVolleys Wiedeń      |
| 05.02.2003  | 19:00 | VT Tiroler Wasserkraft | 3:0 (25:21, 25:22, 25:14)               | SVS Sokol V            |
| 06.02.2003  | 19:00 | SK Zadruga Aich/Dob    | 3:1 (25:21, 25:19, 24:26, 25:21)        | Hypo VBK Klagenfurt    |
| 14. KOLEJKA |       |                        |                                         |                        |
| 18.01.2003  | 15:00 | VT Tiroler Wasserkraft | 3:0 (25:15, 25:23, 25:16)               | Hypo VBK Klagenfurt    |
| 08.02.2003  | 17:00 | SVS Sokol V            | 1:3 (24:26, 19:25, 25:23, 26:28)        | hotVolleys Wiedeń      |
| 08.02.2003  | 19:00 | Quadriga Salzburg      | 2:3 (25:17, 24:26, 25:21, 23:25, 11:15) | SK Zadruga Aich/Dob    |
| 15. KOLEJKA |       |                        |                                         |                        |
| 10.02.2003  | 20:15 | VT Tiroler Wasserkraft | 3:2 (20:25, 18:25, 25:22, 25:21, 15:13) | hotVolleys Wiedeń      |
| 12.02.2003  | 19:00 | SK Zadruga Aich/Dob    | 3:1 (25:19, 25:23, 20:25, 25:19)        | SVS Sokol V            |
| 12.02.2003  | 19:00 | Hypo VBK Klagenfurt    | 1:3 (30:32, 25:18, 21:25, 21:25)        | Quadriga Salzburg      |
| Źródło:     |       |                        |                                         |                        |

#### Tabela
| Lp. | Drużyna                | Pkt | Mecze | Mecze | Mecze | Rodzaj wyniku | Rodzaj wyniku | Rodzaj wyniku | Rodzaj wyniku | Rodzaj wyniku | Rodzaj wyniku | Sety | Sety | Sety  | Małe punkty | Małe punkty | Małe punkty |
| Lp. | Drużyna                | Pkt | M     | W     | P     | 3:0           | 3:1           | 3:2           | 2:3           | 1:3           | 0:3           | wyg. | prz. | stos. | zdob.       | str.        | stos.       |
| --- | ---------------------- | --- | ----- | ----- | ----- | ------------- | ------------- | ------------- | ------------- | ------------- | ------------- | ---- | ---- | ----- | ----------- | ----------- | ----------- |
| 1   | VT Tiroler Wasserkraft | 46  | 25    | 23    | 2     | 16            | 5             | 2             | 1             | 0             | 1             | 71   | 15   | 4.73  | 2077        | 1734        | 1.2         |
| 2   | hotVolleys Wiedeń      | 44  | 25    | 22    | 3     | 15            | 5             | 2             | 1             | 2             | 0             | 70   | 18   | 3.89  | 2124        | 1751        | 1.21        |
| 3   | SK Zadruga Aich/Dob    | 28  | 25    | 14    | 11    | 6             | 5             | 3             | 4             | 2             | 5             | 52   | 44   | 1.18  | 2120        | 2065        | 1.03        |
| 4   | Quadriga Salzburg      | 24  | 25    | 12    | 13    | 3             | 6             | 3             | 3             | 2             | 8             | 44   | 51   | 0.86  | 2065        | 2120        | 0.97        |
| 5   | SVS Sokol V            | 20  | 25    | 10    | 15    | 3             | 4             | 3             | 1             | 4             | 10            | 36   | 55   | 0.65  | 1997        | 2108        | 0.95        |
| 6   | Hypo VBK Klagenfurt    | 16  | 25    | 8     | 17    | 4             | 4             | 0             | 2             | 7             | 8             | 35   | 55   | 0.64  | 1965        | 2096        | 0.94        |

Źródło: 
Punktacja: zwycięstwo - 2 pkt; porażka - 0 pkt
Zasady ustalania kolejności: 1. liczba zdobytych punktów; 2. bilans w bezpośrednich spotkaniach; 3. wyższy stosunek setów; 4. wyższy stosunek małych punktów
     Faza play-off – ćwierćfinały
     Faza play-off – 1/8 finału

### Grupa B

#### Tabela wyników
| Gospodarz \ Gość1      | GRA | HAR | SUP | DÖB | LIN | AUT |
| ---------------------- | --- | --- | --- | --- | --- | --- |
| UVC Wesser Graz        | -   | 3:2 | 1:3 | 3:1 | 3:0 | 3:0 |
| TSV Sparkasse Hartberg | 1:3 | -   | 2:3 | 3:0 | 3:0 | 3:0 |
| supervolley Enns       | 1:3 | 2:3 | -   | 3:2 | 3:0 | 2:3 |
| Sportunion VV Döbling  | 0:3 | 2:3 | 0:3 | -   | 1:3 | 3:0 |
| Sportliga Linz         | 2:3 | 1:3 | 1:3 | 3:1 | -   | 1:3 |
| Austria                | 0:3 | 1:3 | 1:3 | 3:2 | 3:1 | -   |

| Gospodarz \ Gość1      | GRA | HAR | SUP | DÖB | LIN | AUT |
| ---------------------- | --- | --- | --- | --- | --- | --- |
| UVC Wesser Graz        | -   | 3:1 | -   | 3:2 | 3:0 | -   |
| TSV Sparkasse Hartberg | -   | -   | 3:0 | -   | 3:0 | -   |
| supervolley Enns       | 3:0 | -   | -   | -   | -   | 3:2 |
| Sportunion VV Döbling  | -   | 0:3 | 1:3 | -   | 3:0 | -   |
| Sportliga Linz         | -   | -   | 2:3 | -   | -   | 0:3 |
| Austria                | 2:3 | 0:3 | -   | 3:2 | -   | -   |

Źródło: 
1 Drużyna gospodarzy jest wymieniona po lewej stronie tabeli.
Kolory:
  zwycięstwo gospodarzy 3:0 lub 3:1
  zwycięstwo gospodarzy 3:2
  zwycięstwo gości 3:0 lub 3:1
  zwycięstwo gości 3:2

#### Terminarz i wyniki spotkań
| Data        | Godz. | Gospodarz              | Rezultat                                | Gość                   |
| ----------- | ----- | ---------------------- | --------------------------------------- | ---------------------- |
| 1. KOLEJKA  |       |                        |                                         |                        |
| 23.11.2002  | 19:00 | TSV Sparkasse Hartberg | 1:3 (19:25, 22:25, 25:22, 23:25)        | UVC Wesser Graz        |
| 23.11.2002  | 19:30 | Sportunion VV Döbling  | 0:3 (20:25, 26:28, 17:25)               | supervolley Enns       |
| 05.01.2003  | 16:30 | Austria                | 3:1 (25:20, 26:24, 21:25, 25:13)        | Sportliga Linz         |
| 2. KOLEJKA  |       |                        |                                         |                        |
| 05.12.2002  | 20:00 | UVC Wesser Graz        | 1:3 (22:25, 25:16, 18:25, 23:25)        | supervolley Enns       |
| 07.12.2002  | 18:00 | Sportliga Linz         | 3:1 (18:25, 25:20, 25:19, 25:19)        | Sportunion VV Döbling  |
| 19.01.2003  | 18:00 | TSV Sparkasse Hartberg | 3:0 (25:20, 25:19, 25:20)               | Austria                |
| 3. KOLEJKA  |       |                        |                                         |                        |
| 06.12.2002  | 20:00 | supervolley Enns       | 3:0 (25:21, 25:18, 25:19)               | Sportliga Linz         |
| 08.12.2002  | 13:30 | Sportunion VV Döbling  | 2:3 (23:25, 17:25, 27:25, 25:23, 10:15) | TSV Sparkasse Hartberg |
| 26.01.2003  | 17:30 | Austria                | 0:3 (18:25, 20:25, 16:25)               | UVC Wesser Graz        |
| 4. KOLEJKA  |       |                        |                                         |                        |
| 14.12.2002  | 19:00 | TSV Sparkasse Hartberg | 2:3 (25:18, 19:25, 25:20, 28:30, 9:15)  | supervolley Enns       |
| 14.12.2002  | 20:00 | UVC Wesser Graz        | 3:0 (25:20, 25:12, 25:14)               | Sportliga Linz         |
| 10.01.2003  | 20:00 | Austria                | 3:2 (25:18, 29:27, 24:26, 21:25, 15:10) | Sportunion VV Döbling  |
| 5. KOLEJKA  |       |                        |                                         |                        |
| 24.11.2002  | 15:30 | supervolley Enns       | 2:3 (20:25, 25:20, 13:25, 25:23, 9:15)  | Austria                |
| 21.12.2002  | 18:00 | Sportliga Linz         | 1:3 (23:25, 22:25, 25:22, 12:25)        | TSV Sparkasse Hartberg |
| 21.12.2002  | 20:30 | Sportunion VV Döbling  | 0:3 (20:25, 23:25, 20:25)               | UVC Wesser Graz        |
| 6. KOLEJKA  |       |                        |                                         |                        |
| 04.01.2003  | 19:00 | supervolley Enns       | 3:2 (25:17, 17:25, 22:25, 25:21, 15:10) | Sportunion VV Döbling  |
| 04.01.2003  | 19:00 | UVC Wesser Graz        | 3:2 (19:25, 25:23, 17:25, 27:25, 17:15) | TSV Sparkasse Hartberg |
| 12.01.2003  | 13:00 | Sportliga Linz         | 1:3 (23:25, 27:29, 25:21, 16:25)        | Austria                |
| 7. KOLEJKA  |       |                        |                                         |                        |
| 05.01.2003  | 18:30 | Austria                | 1:3 (25:23, 13:25, 31:33, 20:25)        | TSV Sparkasse Hartberg |
| 06.01.2003  | 17:00 | supervolley Enns       | 1:3 (19:25, 25:23, 21:25, 22:25)        | UVC Wesser Graz        |
| 06.01.2003  | 19:00 | Sportunion VV Döbling  | 1:3 (23:25, 25:20, 22:25, 21:25)        | Sportliga Linz         |
| 8. KOLEJKA  |       |                        |                                         |                        |
| 15.12.2002  | 18:00 | UVC Wesser Graz        | 3:0 (25:19, 25:21, 25:17)               | Austria                |
| 11.01.2003  | 18:00 | Sportliga Linz         | 1:3 (25:23, 17:25, 17:25, 20:25)        | supervolley Enns       |
| 11.01.2003  | 19:00 | TSV Sparkasse Hartberg | 3:0 (25:17, 25:12, 25:20)               | Sportunion VV Döbling  |
| 9. KOLEJKA  |       |                        |                                         |                        |
| 18.01.2003  | 18:00 | Sportliga Linz         | 2:3 (17:25, 25:20, 27:29, 25:23, 13:15) | UVC Wesser Graz        |
| 18.01.2003  | 19:30 | supervolley Enns       | 2:3 (20:25, 25:23, 25:22, 22:25, 8:15)  | TSV Sparkasse Hartberg |
| 28.01.2003  | 19:30 | Sportunion VV Döbling  | 3:0 (25:23, 26:24, 25:17)               | Austria                |
| 10. KOLEJKA |       |                        |                                         |                        |
| 25.01.2003  | 17:00 | TSV Sparkasse Hartberg | 3:0 (30:28, 25:21, 25:23)               | Sportliga Linz         |
| 25.01.2003  | 19:00 | UVC Wesser Graz        | 3:1 (25:15, 25:21, 26:28, 25:20)        | Sportunion VV Döbling  |
| 26.01.2003  | 15:30 | Austria                | 1:3 (25:20, 19:25, 23:25, 21:25)        | supervolley Enns       |
| 11. KOLEJKA |       |                        |                                         |                        |
| 31.01.2003  | 20:15 | UVC Wesser Graz        | 3:1 (25:21, 21:25, 25:12, 25:22)        | TSV Sparkasse Hartberg |
| 31.01.2003  | 20:30 | Sportunion VV Döbling  | 1:3 (13:25, 25:27, 29:27, 21:25)        | supervolley Enns       |
| 02.02.2003  | 15:00 | Sportliga Linz         | 0:3 (21:25, 21:25, 22:25)               | Austria                |
| 12. KOLEJKA |       |                        |                                         |                        |
| 01.02.2003  | 16:30 | Sportunion VV Döbling  | 3:0 (25:12, 25:14, 26:24)               | Sportliga Linz         |
| 01.02.2003  | 19:00 | supervolley Enns       | 3:0 (25:19, 27:25, 25:23)               | UVC Wesser Graz        |
| 09.02.2003  | 11:30 | Austria                | 0:3 (22:25, 18:25, 16:25)               | TSV Sparkasse Hartberg |
| 13. KOLEJKA |       |                        |                                         |                        |
| 02.02.2003  | 13:00 | Sportunion VV Döbling  | 0:3 (21:25, 29:31, 21:25)               | TSV Sparkasse Hartberg |
| 05.02.2003  | 19:30 | Sportliga Linz         | 2:3 (25:23, 18:25, 24:26, 29:27, 11:15) | supervolley Enns       |
| 09.02.2003  | 14:00 | Austria                | 2:3 (18:25, 24:26, 28:26, 25:20, 20:22) | UVC Wesser Graz        |
| 14. KOLEJKA |       |                        |                                         |                        |
| 07.02.2003  | 19:00 | Austria                | 3:2 (21:25, 22:25, 25:18, 25:22, 15:13) | Sportunion VV Döbling  |
| 07.02.2003  | 19:30 | TSV Sparkasse Hartberg | 3:0 (25:22, 25:18, 25:18)               | supervolley Enns       |
| 08.02.2003  | 19:00 | UVC Wesser Graz        | 3:0 (25:14, 25:17, 25:18)               | Sportliga Linz         |
| 15. KOLEJKA |       |                        |                                         |                        |
| 22.12.2002  | 14:00 | supervolley Enns       | 3:2 (29:27, 25:16, 22:25, 21:25, 15:10) | Austria                |
| 12.02.2003  | 19:00 | TSV Sparkasse Hartberg | 3:0 (25:10, 25:23, 25:23)               | Sportliga Linz         |
| 13.02.2003  | 20:00 | UVC Wesser Graz        | 3:2 (21:25, 25:17, 21:25, 25:18, 15:12) | Sportunion VV Döbling  |
| Źródło:     |       |                        |                                         |                        |

### Tabela
| Lp. | Drużyna                | Pkt | Mecze | Mecze | Mecze | Rodzaj wyniku | Rodzaj wyniku | Rodzaj wyniku | Rodzaj wyniku | Rodzaj wyniku | Rodzaj wyniku | Sety | Sety | Sety  | Małe punkty | Małe punkty | Małe punkty |
| Lp. | Drużyna                | Pkt | M     | W     | P     | 3:0           | 3:1           | 3:2           | 2:3           | 1:3           | 0:3           | wyg. | prz. | stos. | zdob.       | str.        | stos.       |
| --- | ---------------------- | --- | ----- | ----- | ----- | ------------- | ------------- | ------------- | ------------- | ------------- | ------------- | ---- | ---- | ----- | ----------- | ----------- | ----------- |
| 1   | UVC Wesser Graz        | 32  | 25    | 16    | 9     | 5             | 5             | 6             | 0             | 4             | 5             | 52   | 44   | 1.18  | 2145        | 2094        | 1.02        |
| 2   | TSV Sparkasse Hartberg | 28  | 25    | 14    | 11    | 8             | 3             | 3             | 4             | 3             | 4             | 53   | 42   | 1.26  | 2181        | 2087        | 1.05        |
| 3   | supervolley Enns       | 28  | 25    | 14    | 11    | 3             | 5             | 6             | 3             | 4             | 4             | 52   | 50   | 1.04  | 2252        | 2242        | 1           |
| 4   | Austria                | 12  | 15    | 6     | 9     | 1             | 2             | 3             | 2             | 2             | 5             | 24   | 35   | 0.69  | 1287        | 1346        | 0.96        |
| 5   | Sportunion VV Döbling  | 8   | 25    | 4     | 21    | 4             | 0             | 0             | 7             | 7             | 7             | 33   | 63   | 0.52  | 2025        | 2218        | 0.91        |
| 6   | Sportliga Linz         | 4   | 25    | 2     | 23    | 0             | 2             | 0             | 3             | 9             | 11            | 21   | 71   | 0.3   | 1856        | 2233        | 0.83        |

Źródło: 
Punktacja: zwycięstwo - 2 pkt; porażka - 0 pkt
Zasady ustalania kolejności: 1. liczba zdobytych punktów; 2. bilans w bezpośrednich spotkaniach; 3. wyższy stosunek setów; 4. wyższy stosunek małych punktów
     Faza play-off – 1/8 finału

## Faza play-off

### Drabinka
|  |            |                        |            |                        |            |   |                     |                     |                        |                     |                     |                   |                   |                   |                   |                   |                   |                   |                   |                   |           |  |  |        |        |        |        |        |        |        |        |        |
|  | 1/8 finału | 1/8 finału             | 1/8 finału | 1/8 finału             | 1/8 finału |   |                     | Ćwierćfinały        | Ćwierćfinały           | Ćwierćfinały        | Ćwierćfinały        | Ćwierćfinały      |                   |                   | Półfinały         | Półfinały         | Półfinały         | Półfinały         | Półfinały         | Półfinały         | Półfinały |  |  | Finały | Finały | Finały | Finały | Finały | Finały | Finały | Finały | Finały |
|  | 1/8 finału | 1/8 finału             | 1/8 finału | 1/8 finału             | 1/8 finału |   |                     | Ćwierćfinały        | Ćwierćfinały           | Ćwierćfinały        | Ćwierćfinały        | Ćwierćfinały      |                   |                   | Półfinały         | Półfinały         | Półfinały         | Półfinały         | Półfinały         | Półfinały         | Półfinały |  |  | Finały | Finały | Finały | Finały | Finały | Finały | Finały | Finały | Finały |
|  |            |                        |            |                        |            |   |                     |                     |                        |                     |                     |                   |                   |                   |                   |                   |                   |                   |                   |                   |           |  |  |        |        |        |        |        |        |        |        |        |
|  |            |                        |            |                        |            |   |                     |                     |                        |                     |                     |                   |                   |                   |                   |                   |                   |                   |                   |                   |           |  |  |        |        |        |        |        |        |        |        |        |
|  |            |                        |            |                        |            |   |                     |                     |                        |                     |                     |                   |                   |                   |                   |                   |                   |                   |                   |                   |           |  |  |        |        |        |        |        |        |        |        |        |
|  |            |                        |            |                        |            |   |                     |                     |                        |                     |                     |                   |                   |                   |                   |                   |                   |                   |                   |                   |           |  |  |        |        |        |        |        |        |        |        |        |
|  |            |                        |            |                        |            |   |                     |                     |                        |                     |                     |                   |                   |                   |                   |                   |                   |                   |                   |                   |           |  |  |        |        |        |        |        |        |        |        |        |
|  | 1          | VT Tiroler Wasserkraft | 3          | 3                      |            |   |                     |                     |                        |                     |                     |                   |                   |                   |                   |                   |                   |                   |                   |                   |           |  |  |        |        |        |        |        |        |        |        |        |
|  | 1          | VT Tiroler Wasserkraft | 3          | 3                      |            |   |                     |                     |                        |                     |                     |                   |                   |                   |                   |                   |                   |                   |                   |                   |           |  |  |        |        |        |        |        |        |        |        |        |
|  |            |                        | 8          | TSV Sparkasse Hartberg | 0          | 0 |                     |                     |                        |                     |                     |                   |                   |                   |                   |                   |                   |                   |                   |                   |           |  |  |        |        |        |        |        |        |        |        |        |
|  | 8          | TSV Sparkasse Hartberg | 8          | TSV Sparkasse Hartberg | 0          | 0 | 3                   | 1                   | 3                      |                     |                     |                   |                   |                   |                   |                   |                   |                   |                   |                   |           |  |  |        |        |        |        |        |        |        |        |        |
|  | 8          | TSV Sparkasse Hartberg |            |                        |            |   |                     |                     |                        |                     |                     |                   |                   |                   |                   |                   |                   |                   |                   |                   |           |  |  |        |        |        |        |        |        |        |        |        |
|  | 9          | supervolley Enns       | 0          | 3                      | 2          |   |                     |                     |                        |                     |                     |                   |                   |                   |                   |                   |                   |                   |                   |                   |           |  |  |        |        |        |        |        |        |        |        |        |
|  | 9          | supervolley Enns       | 0          | 3                      | 2          |   |                     | 1                   | VT Tiroler Wasserkraft | 3                   | 3                   | 3                 |                   |                   |                   |                   |                   |                   |                   |                   |           |  |  |        |        |        |        |        |        |        |        |        |
|  |            |                        |            |                        |            |   |                     |                     |                        |                     |                     |                   |                   |                   |                   |                   |                   |                   |                   |                   |           |  |  |        |        |        |        |        |        |        |        |        |
|  |            |                        | 4          | Quadriga Salzburg      | 0          | 0 | 0                   |                     |                        |                     |                     |                   |                   |                   |                   |                   |                   |                   |                   |                   |           |  |  |        |        |        |        |        |        |        |        |        |
|  |            |                        |            |                        |            | 0 | 0                   |                     |                        |                     |                     |                   |                   |                   |                   |                   |                   |                   |                   |                   |           |  |  |        |        |        |        |        |        |        |        |        |
|  |            |                        |            |                        |            |   |                     |                     |                        |                     |                     |                   |                   |                   |                   |                   |                   |                   |                   |                   |           |  |  |        |        |        |        |        |        |        |        |        |
|  |            |                        |            |                        |            |   |                     |                     |                        |                     |                     |                   |                   |                   |                   |                   |                   |                   |                   |                   |           |  |  |        |        |        |        |        |        |        |        |        |
|  | 4          | Quadriga Salzburg      | 3          | 2                      | 3          |   |                     |                     |                        |                     |                     |                   |                   |                   |                   |                   |                   |                   |                   |                   |           |  |  |        |        |        |        |        |        |        |        |        |
|  | 4          | Quadriga Salzburg      | 3          | 2                      | 3          |   |                     |                     |                        |                     |                     |                   |                   |                   |                   |                   |                   |                   |                   |                   |           |  |  |        |        |        |        |        |        |        |        |        |
|  | 5          | SVS Sokol V            | 1          | 3                      | 0          |   |                     |                     |                        |                     |                     |                   |                   |                   |                   |                   |                   |                   |                   |                   |           |  |  |        |        |        |        |        |        |        |        |        |
|  | 5          | SVS Sokol V            | 1          | 3                      | 0          |   |                     |                     |                        |                     |                     |                   |                   |                   |                   |                   |                   |                   |                   |                   |           |  |  |        |        |        |        |        |        |        |        |        |
|  |            |                        |            |                        |            |   |                     |                     |                        |                     |                     |                   |                   |                   |                   |                   |                   |                   |                   |                   |           |  |  |        |        |        |        |        |        |        |        |        |
|  |            |                        |            |                        |            |   |                     |                     |                        |                     |                     |                   |                   |                   |                   |                   |                   |                   |                   |                   |           |  |  |        |        |        |        |        |        |        |        |        |
|  | 1          | VT Tiroler Wasserkraft | 3          | 1                      | 3          | 0 | 1                   | 3                   | 1                      |                     |                     |                   |                   |                   |                   |                   |                   |                   |                   |                   |           |  |  |        |        |        |        |        |        |        |        |        |
|  | 1          | VT Tiroler Wasserkraft | 3          | 1                      | 3          | 0 | 1                   | 3                   | 1                      |                     |                     |                   |                   |                   |                   |                   |                   |                   |                   |                   |           |  |  |        |        |        |        |        |        |        |        |        |
|  |            |                        | 2          | hotVolleys Wiedeń      | 1          | 3 | 2                   | 3                   | 3                      | 1                   | 3                   |                   |                   |                   |                   |                   |                   |                   |                   |                   |           |  |  |        |        |        |        |        |        |        |        |        |
|  |            |                        |            |                        |            | 3 | 2                   | 3                   | 3                      | 1                   | 3                   |                   |                   |                   |                   |                   |                   |                   |                   |                   |           |  |  |        |        |        |        |        |        |        |        |        |
|  |            |                        |            |                        |            |   |                     |                     |                        |                     |                     |                   |                   |                   |                   |                   |                   |                   |                   |                   |           |  |  |        |        |        |        |        |        |        |        |        |
|  |            |                        |            |                        |            |   |                     |                     |                        |                     |                     |                   |                   |                   |                   |                   |                   |                   |                   |                   |           |  |  |        |        |        |        |        |        |        |        |        |
|  | 2          | hotVolleys Wiedeń      | 3          | 3                      |            |   |                     |                     |                        |                     |                     |                   |                   |                   |                   |                   |                   |                   |                   |                   |           |  |  |        |        |        |        |        |        |        |        |        |
|  | 2          | hotVolleys Wiedeń      | 3          | 3                      |            |   |                     |                     |                        |                     |                     |                   |                   |                   |                   |                   |                   |                   |                   |                   |           |  |  |        |        |        |        |        |        |        |        |        |
|  |            |                        | 10         | Sportunion VV Döbling  | 1          | 1 |                     |                     |                        |                     |                     |                   |                   |                   |                   |                   |                   |                   |                   |                   |           |  |  |        |        |        |        |        |        |        |        |        |
|  | 7          | UVC Wesser Graz        | 10         | Sportunion VV Döbling  | 1          | 1 | 2                   | 1                   |                        |                     |                     |                   |                   |                   |                   |                   |                   |                   |                   |                   |           |  |  |        |        |        |        |        |        |        |        |        |
|  | 7          | UVC Wesser Graz        |            |                        |            |   |                     |                     |                        |                     |                     |                   |                   |                   |                   |                   |                   |                   |                   |                   |           |  |  |        |        |        |        |        |        |        |        |        |
|  | 10         | Sportunion VV Döbling  | 3          | 3                      |            |   |                     |                     |                        |                     |                     |                   |                   |                   |                   |                   |                   |                   |                   |                   |           |  |  |        |        |        |        |        |        |        |        |        |
|  | 10         | Sportunion VV Döbling  | 3          | 3                      |            |   | 2                   | hotVolleys Wiedeń   | 3                      | 3                   | 3                   |                   |                   |                   |                   |                   |                   |                   |                   |                   |           |  |  |        |        |        |        |        |        |        |        |        |
|  |            |                        |            |                        |            |   |                     |                     |                        |                     |                     |                   |                   |                   |                   |                   |                   |                   |                   |                   |           |  |  |        |        |        |        |        |        |        |        |        |
|  |            |                        | 3          | SK Zadruga Aich/Dob    | 1          | 0 | 1                   |                     |                        |                     |                     | Mecz o 3. miejsce | Mecz o 3. miejsce | Mecz o 3. miejsce | Mecz o 3. miejsce | Mecz o 3. miejsce | Mecz o 3. miejsce | Mecz o 3. miejsce | Mecz o 3. miejsce | Mecz o 3. miejsce |           |  |  |        |        |        |        |        |        |        |        |        |
|  |            |                        |            |                        |            | 0 | 1                   |                     |                        |                     |                     |                   |                   |                   | Mecz o 3. miejsce | Mecz o 3. miejsce | Mecz o 3. miejsce | Mecz o 3. miejsce | Mecz o 3. miejsce | Mecz o 3. miejsce |           |  |  |        |        |        |        |        |        |        |        |        |
|  |            |                        |            |                        |            |   |                     |                     |                        |                     |                     |                   |                   |                   |                   |                   |                   |                   |                   |                   |           |  |  |        |        |        |        |        |        |        |        |        |
|  |            |                        |            |                        |            |   |                     |                     |                        |                     |                     |                   |                   |                   |                   |                   |                   |                   |                   |                   |           |  |  |        |        |        |        |        |        |        |        |        |
|  | 3          | SK Zadruga Aich/Dob    | 3          | 3                      |            | 3 | SK Zadruga Aich/Dob | SK Zadruga Aich/Dob | SK Zadruga Aich/Dob    | SK Zadruga Aich/Dob | SK Zadruga Aich/Dob | 3                 | 3                 |                   |                   |                   |                   |                   |                   |                   |           |  |  |        |        |        |        |        |        |        |        |        |
|  | 3          | SK Zadruga Aich/Dob    | 3          | 3                      |            |   |                     |                     |                        | SK Zadruga Aich/Dob | SK Zadruga Aich/Dob | 3                 | 3                 |                   |                   |                   |                   |                   |                   |                   |           |  |  |        |        |        |        |        |        |        |        |        |
|  |            |                        | 6          | Hypo VBK Klagenfurt    | 0          | 2 |                     |                     |                        | 4                   | Quadriga Salzburg   | Quadriga Salzburg | Quadriga Salzburg | Quadriga Salzburg | Quadriga Salzburg | 2                 | 1                 |                   |                   |                   |           |  |  |        |        |        |        |        |        |        |        |        |
|  | 6          | Hypo VBK Klagenfurt    | 6          | Hypo VBK Klagenfurt    | 0          | 2 | 3                   | 3                   |                        | 4                   | Quadriga Salzburg   | Quadriga Salzburg | Quadriga Salzburg | Quadriga Salzburg | Quadriga Salzburg | 2                 | 1                 |                   |                   |                   |           |  |  |        |        |        |        |        |        |        |        |        |
|  | 6          | Hypo VBK Klagenfurt    |            |                        |            |   |                     |                     |                        |                     |                     |                   |                   |                   |                   |                   |                   |                   |                   |                   |           |  |  |        |        |        |        |        |        |        |        |        |
|  | 11         | Sportliga Linz         | 1          | 2                      |            |   |                     |                     |                        |                     |                     |                   |                   |                   |                   |                   |                   |                   |                   |                   |           |  |  |        |        |        |        |        |        |        |        |        |
|  | 11         | Sportliga Linz         | 1          | 2                      |            |   |                     |                     |                        |                     |                     |                   |                   |                   |                   |                   |                   |                   |                   |                   |           |  |  |        |        |        |        |        |        |        |        |        |

|  |                     |                        |                     |                       |                     |   |   |                        |                    |                    |                    |                    |
|  | Mecze o miejsca 5-8 | Mecze o miejsca 5-8    | Mecze o miejsca 5-8 | Mecze o miejsca 5-8   | Mecze o miejsca 5-8 |   |   | Mecze o 5. miejsce     | Mecze o 5. miejsce | Mecze o 5. miejsce | Mecze o 5. miejsce | Mecze o 5. miejsce |
|  | Mecze o miejsca 5-8 | Mecze o miejsca 5-8    | Mecze o miejsca 5-8 | Mecze o miejsca 5-8   | Mecze o miejsca 5-8 |   |   | Mecze o 5. miejsce     | Mecze o 5. miejsce | Mecze o 5. miejsce | Mecze o 5. miejsce | Mecze o 5. miejsce |
|  |                     |                        |                     |                       |                     |   |   |                        |                    |                    |                    |                    |
|  |                     |                        |                     |                       |                     |   |   |                        |                    |                    |                    |                    |
|  | 5                   | SVS Sokol V            | 1                   | 2                     |                     |   |   |                        |                    |                    |                    |                    |
|  | 5                   | SVS Sokol V            | 1                   | 2                     |                     |   |   |                        |                    |                    |                    |                    |
|  | 8                   | TSV Sparkasse Hartberg | 3                   | 3                     |                     |   |   |                        |                    |                    |                    |                    |
|  | 8                   | TSV Sparkasse Hartberg | 3                   | 3                     |                     |   | 8 | TSV Sparkasse Hartberg | 3                  | 1                  | 0                  |                    |
|  |                     |                        |                     |                       |                     |   | 8 | TSV Sparkasse Hartberg | 3                  | 1                  | 0                  |                    |
|  |                     |                        | 10                  | Sportunion VV Döbling | 1                   | 3 | 3 |                        |                    |                    |                    |                    |
|  | 6                   | Hypo VBK Klagenfurt    | 10                  | Sportunion VV Döbling | 1                   | 3 | 3 | 1                      | 0                  |                    |                    |                    |
|  | 6                   | Hypo VBK Klagenfurt    |                     |                       |                     |   |   |                        |                    |                    |                    |                    |
|  | 10                  | Sportunion VV Döbling  | 3                   | 3                     |                     |   |   |                        |                    |                    |                    |                    |
|  | 10                  | Sportunion VV Döbling  | 3                   | 3                     | Mecze o 7. miejsce  |   |   |                        |                    |                    |                    |                    |
|  |                     |                        |                     |                       |                     |   |   |                        |                    |                    |                    |                    |
|  |                     |                        |                     |                       |                     |   |   |                        |                    |                    |                    |                    |
|  |                     |                        |                     |                       |                     |   |   |                        |                    |                    |                    |                    |
|  | 5                   | SVS Sokol V            | 3                   | 3                     |                     |   |   |                        |                    |                    |                    |                    |
|  | 5                   | SVS Sokol V            | 3                   | 3                     |                     |   |   |                        |                    |                    |                    |                    |
|  | 6                   | Hypo VBK Klagenfurt    | 0                   | 0                     |                     |   |   |                        |                    |                    |                    |                    |
|  | 6                   | Hypo VBK Klagenfurt    | 0                   | 0                     |                     |   |   |                        |                    |                    |                    |                    |

Źródło: 

### I runda

#### 1/8 finału
(do dwóch zwycięstw)
| Data                       | Godz.                      | Gospodarz                  | Rezultat                                | Gość                       |
| -------------------------- | -------------------------- | -------------------------- | --------------------------------------- | -------------------------- |
| TSV Sparkasse Hartberg (8) | TSV Sparkasse Hartberg (8) | TSV Sparkasse Hartberg (8) | 2 – 1                                   | (9) supervolley Enns       |
| 15.02.2003                 | 19:00                      | TSV Sparkasse Hartberg     | 3:0 (25:21, 25:16, 25:23)               | supervolley Enns           |
| 19.02.2003                 | 19:00                      | supervolley Enns           | 3:1 (25:23, 12:25, 25:22, 25:18)        | TSV Sparkasse Hartberg     |
| 26.02.2003                 | 20:00                      | TSV Sparkasse Hartberg     | 3:2 (25:19, 10:25, 25:20, 21:25, 15:10) | supervolley Enns           |
| UVC Wesser Graz (7)        | UVC Wesser Graz (7)        | UVC Wesser Graz (7)        | 0 – 2                                   | (10) Sportunion VV Döbling |
| 15.02.2003                 | 19:00                      | UVC Wesser Graz            | 2:3 (25:16, 24:26, 25:21, 17:25, 10:15) | Sportunion VV Döbling      |
| 21.02.2003                 | 20:30                      | Sportunion VV Döbling      | 3:1 (25:19, 27:25, 18:25, 25:18)        | UVC Wesser Graz            |
| Hypo VBK Klagenfurt (6)    | Hypo VBK Klagenfurt (6)    | Hypo VBK Klagenfurt (6)    | 2 – 0                                   | (11) Sportliga Linz        |
| 15.02.2003                 | 16:00                      | Hypo VBK Klagenfurt        | 3:1 (25:22, 25:17, 24:26, 25:22)        | Sportliga Linz             |
| 22.02.2003                 | 19:00                      | Sportliga Linz             | 2:3 (25:18, 25:19, 18:25, 17:25, 9:15)  | Hypo VBK Klagenfurt        |

### II runda

#### Ćwierćfinały
(do dwóch zwycięstw)
| Data                       | Godz.                      | Gospodarz                  | Rezultat                                | Gość                       |
| -------------------------- | -------------------------- | -------------------------- | --------------------------------------- | -------------------------- |
| VT Tiroler Wasserkraft (1) | VT Tiroler Wasserkraft (1) | VT Tiroler Wasserkraft (1) | 2 – 0                                   | (8) TSV Sparkasse Hartberg |
| 28.02.2003                 | 19:00                      | VT Tiroler Wasserkraft     | 3:0 (25:19, 25:20, 25:19)               | TSV Sparkasse Hartberg     |
| 08.03.2003                 | 19:30                      | TSV Sparkasse Hartberg     | 0:3 (20:25, 27:29, 23:25)               | VT Tiroler Wasserkraft     |
| Quadriga Salzburg (4)      | Quadriga Salzburg (4)      | Quadriga Salzburg (4)      | 2 – 1                                   | (5) SVS Sokol V            |
| 01.03.2003                 | 19:00                      | Quadriga Salzburg          | 3:1 (25:19, 23:25, 25:19, 25:19)        | SVS Sokol V                |
| 08.03.2003                 | 19:30                      | SVS Sokol V                | 3:2 (25:22, 21:25, 28:26, 29:31, 15:12) | Quadriga Salzburg          |
| 15.03.2003                 | 19:00                      | Quadriga Salzburg          | 3:0 (25:23, 25:16, 25:22)               | SVS Sokol V                |
| hotVolleys Wiedeń (2)      | hotVolleys Wiedeń (2)      | hotVolleys Wiedeń (2)      | 2 – 0                                   | (10) Sportunion VV Döbling |
| 01.03.2003                 | 17:00                      | hotVolleys Wiedeń          | 3:1 (23:25, 25:18, 25:18, 25:22)        | Sportunion VV Döbling      |
| 06.03.2003                 | 19:30                      | Sportunion VV Döbling      | 1:3 (16:25, 31:29, 19:25, 10:25)        | hotVolleys Wiedeń          |
| SK Zadruga Aich/Dob (3)    | SK Zadruga Aich/Dob (3)    | SK Zadruga Aich/Dob (3)    | 2 – 0                                   | (6) Hypo VBK Klagenfurt    |
| 01.03.2003                 | 19:00                      | SK Zadruga Aich/Dob        | 3:0 (25:13, 25:16, 25:22)               | Hypo VBK Klagenfurt        |
| 09.03.2003                 | 18:30                      | Hypo VBK Klagenfurt        | 2:3 (16:25, 25:23, 25:22, 12:25, 11:15) | SK Zadruga Aich/Dob        |

### III runda

#### Półfinały
(do trzech zwycięstw)
| Data                       | Godz.                      | Gospodarz                  | Rezultat                         | Gość                    |
| -------------------------- | -------------------------- | -------------------------- | -------------------------------- | ----------------------- |
| VT Tiroler Wasserkraft (1) | VT Tiroler Wasserkraft (1) | VT Tiroler Wasserkraft (1) | 3 – 0                            | (4) Quadriga Salzburg   |
| 22.03.2003                 | 19:00                      | VT Tiroler Wasserkraft     | 3:0 (25:21, 25:18, 25:15)        | Quadriga Salzburg       |
| 26.03.2003                 | 20:00                      | Quadriga Salzburg          | 0:3 (28:30, 19:25, 21:25)        | VT Tiroler Wasserkraft  |
| 29.03.2003                 | 19:00                      | VT Tiroler Wasserkraft     | 3:0 (25:23, 25:20, 25:17)        | Quadriga Salzburg       |
| hotVolleys Wiedeń (2)      | hotVolleys Wiedeń (2)      | hotVolleys Wiedeń (2)      | 3 – 0                            | (3) SK Zadruga Aich/Dob |
| 22.03.2003                 | 17:00                      | hotVolleys Wiedeń          | 3:1 (25:20, 23:25, 25:13, 25:12) | SK Zadruga Aich/Dob     |
| 27.03.2003                 | 19:00                      | SK Zadruga Aich/Dob        | 0:3 (21:25, 16:25, 8:25)         | hotVolleys Wiedeń       |
| 31.03.2003                 | 20:15                      | hotVolleys Wiedeń          | 3:1 (25:18, 25:18, 24:26, 25:18) | SK Zadruga Aich/Dob     |

#### Mecze o miejsca 5-8
(do dwóch zwycięstw)
| Data                    | Godz.                   | Gospodarz               | Rezultat                                | Gość                       |
| ----------------------- | ----------------------- | ----------------------- | --------------------------------------- | -------------------------- |
| SVS Sokol V (5)         | SVS Sokol V (5)         | SVS Sokol V (5)         | 0 – 2                                   | (8) TSV Sparkasse Hartberg |
| 22.03.2003              | 19:30                   | SVS Sokol V             | 1:3 (25:23, 14:25, 20:25, 19:25)        | TSV Sparkasse Hartberg     |
| 29.03.2003              | 19:00                   | TSV Sparkasse Hartberg  | 3:2 (25:18, 25:19, 22:25, 23:25, 15:11) | SVS Sokol V                |
| Hypo VBK Klagenfurt (6) | Hypo VBK Klagenfurt (6) | Hypo VBK Klagenfurt (6) | 0 – 2                                   | (10) Sportunion VV Döbling |
| 22.03.2003              | 18:00                   | Hypo VBK Klagenfurt     | 1:3 (28:30, 25:16, 23:25, 20:25)        | Sportunion VV Döbling      |
| 30.03.2003              | 14:30                   | Sportunion VV Döbling   | 3:0 (25:21, 25:19, 25:19)               | Hypo VBK Klagenfurt        |

### IV runda

#### Finały
(do czterech zwycięstw)
| Data                       | Godz.                      | Gospodarz                  | Rezultat                                | Gość                   |
| -------------------------- | -------------------------- | -------------------------- | --------------------------------------- | ---------------------- |
| VT Tiroler Wasserkraft (1) | VT Tiroler Wasserkraft (1) | VT Tiroler Wasserkraft (1) | 3 – 4                                   | (2) hotVolleys Wiedeń  |
| 07.04.2003                 | 20:15                      | VT Tiroler Wasserkraft     | 3:1 (25:17, 20:25, 25:18, 25:23)        | hotVolleys Wiedeń      |
| 11.04.2003                 | 20:15                      | hotVolleys Wiedeń          | 3:1 (18:25, 25:23, 27:25, 25:19)        | VT Tiroler Wasserkraft |
| 14.04.2003                 | 20:15                      | VT Tiroler Wasserkraft     | 3:2 (15:25, 25:22, 19:25, 25:19, 15:10) | hotVolleys Wiedeń      |
| 18.04.2003                 | 20:15                      | hotVolleys Wiedeń          | 3:0 (25:19, 25:20, 25:23)               | VT Tiroler Wasserkraft |
| 21.04.2003                 | 20:15                      | VT Tiroler Wasserkraft     | 1:3 (25:17, 20:25, 20:25, 19:25)        | hotVolleys Wiedeń      |
| 25.04.2003                 | 20:15                      | hotVolleys Wiedeń          | 1:3 (22:25, 25:20, 23:25, 20:25)        | VT Tiroler Wasserkraft |
| 28.04.2003                 | 20:15                      | VT Tiroler Wasserkraft     | 1:3 (23:25, 16:25, 25:23, 19:25)        | hotVolleys Wiedeń      |

#### Mecze o 3. miejsce
(do dwóch zwycięstw)
| Data                    | Godz.                   | Gospodarz               | Rezultat                                | Gość                  |
| ----------------------- | ----------------------- | ----------------------- | --------------------------------------- | --------------------- |
| SK Zadruga Aich/Dob (3) | SK Zadruga Aich/Dob (3) | SK Zadruga Aich/Dob (3) | 2 – 0                                   | (4) Quadriga Salzburg |
| 06.04.2003              | 18:00                   | Quadriga Salzburg       | 2:3 (25:23, 25:23, 24:26, 20:25, 13:15) | SK Zadruga Aich/Dob   |
| 12.04.2003              | 19:00                   | SK Zadruga Aich/Dob     | 3:1 (24:26, 25:17, 25:18, 25:21)        | Quadriga Salzburg     |

#### Mecze o 5. miejsce
(do dwóch zwycięstw)
| Data                       | Godz.                      | Gospodarz                  | Rezultat                         | Gość                       |
| -------------------------- | -------------------------- | -------------------------- | -------------------------------- | -------------------------- |
| TSV Sparkasse Hartberg (8) | TSV Sparkasse Hartberg (8) | TSV Sparkasse Hartberg (8) | 1 – 2                            | (10) Sportunion VV Döbling |
| 09.04.2003                 | 20:00                      | TSV Sparkasse Hartberg     | 3:1 (25:20, 19:25, 25:23, 25:17) | Sportunion VV Döbling      |
| 11.04.2003                 | 20:15                      | Sportunion VV Döbling      | 3:1 (25:21, 22:25, 25:20, 25:17) | TSV Sparkasse Hartberg     |
| 16.04.2003                 | 19:00                      | TSV Sparkasse Hartberg     | 0:3 (23:25, 23:25, 19:25)        | Sportunion VV Döbling      |

#### Mecze o 7. miejsce
(do dwóch zwycięstw)
| Data            | Godz.           | Gospodarz           | Rezultat                  | Gość                    |
| --------------- | --------------- | ------------------- | ------------------------- | ----------------------- |
| SVS Sokol V (5) | SVS Sokol V (5) | SVS Sokol V (5)     | 2 – 0                     | (6) Hypo VBK Klagenfurt |
| 08.04.2003      | 18:00           | SVS Sokol V         | 3:0 (25:22, 26:24, 25:18) | Hypo VBK Klagenfurt     |
| 12.04.2003      | 18:00           | Hypo VBK Klagenfurt | 0:3 (21:25, 20:25, 16:25) | SVS Sokol V             |

## Faza play-out

### Drabinka
|  | Mecze o miejsca 9-11 | Mecze o miejsca 9-11 | Mecze o miejsca 9-11 | Mecze o miejsca 9-11 | Mecze o miejsca 9-11 |  |  | Mecze o 9. miejsce | Mecze o 9. miejsce | Mecze o 9. miejsce | Mecze o 9. miejsce | Mecze o 9. miejsce |
|  |                      |                      |                      |                      |                      |  |  |                    |                    |                    |                    |                    |
|  |                      |                      |                      |                      |                      |  |  | 9                  | supervolley Enns   | 3                  | 3                  |                    |
|  |                      |                      |                      |                      |                      |  |  | 7                  | UVC Wesser Graz    | 1                  | 0                  |                    |
|  | 7                    | UVC Wesser Graz      | 3                    | 3                    |                      |  |  |                    |                    |                    |                    |                    |
|  | 11                   | Sportliga Linz       | 0                    | 1                    |                      |  |  |                    |                    |                    |                    |                    |

Źródło: 

### Mecze o miejsca 9-11
(do dwóch zwycięstw)
| Data                 | Godz.                | Gospodarz            | Rezultat                         | Gość                |
| -------------------- | -------------------- | -------------------- | -------------------------------- | ------------------- |
| UVC Wesser Graz (7)  | UVC Wesser Graz (7)  | UVC Wesser Graz (7)  | 2 – 0                            | (11) Sportliga Linz |
| 27.02.2003           | 20:30                | UVC Wesser Graz      | 3:0 (25:18, 25:20, 25:23)        | Sportliga Linz      |
| 01.03.2003           | 19:00                | Sportliga Linz       | 1:3 (18:25, 25:22, 20:25, 16:25) | UVC Wesser Graz     |
| supervolley Enns (9) | supervolley Enns (9) | supervolley Enns (9) | —                                | —                   |

### Mecze o 9. miejsce
(do dwóch zwycięstw)
| Data                | Godz.               | Gospodarz           | Rezultat                         | Gość                 |
| ------------------- | ------------------- | ------------------- | -------------------------------- | -------------------- |
| UVC Wesser Graz (7) | UVC Wesser Graz (7) | UVC Wesser Graz (7) | 0 – 2                            | (9) supervolley Enns |
| 22.03.2003          | 19:00               | UVC Wesser Graz     | 1:3 (16:25, 26:24, 23:25, 23:25) | supervolley Enns     |
| 29.03.2003          | 19:00               | supervolley Enns    | 3:0 (25:21, 25:16, 25:19)        | UVC Wesser Graz      |

## Klasyfikacja końcowa
| Poz. | Drużyna                |
| ---- | ---------------------- |
| 1.   | hotVolleys Wiedeń      |
| 2.   | VT Tiroler Wasserkraft |
| 3.   | SK Zadruga Aich/Dob    |
| 4.   | Quadriga Salzburg      |
| 5.   | Sportunion VV Döbling  |
| 6.   | TSV Sparkasse Hartberg |
| 7.   | SVS Sokol V            |
| 8.   | Hypo VBK Klagenfurt    |
| 9.   | supervolley Enns       |
| 10.  | UVC Wesser Graz        |
| 11.  | Sportliga Linz         |
| —    | Austria                |

     Liga Mistrzów 2003/2004
     Puchar Top Teams 2003/2004
     Puchar CEV 2003/2004
     Baraże

## Baraże

### Uczestnicy
| Drużyna                        | Wynik w sezonie 2002/2003            |
| ------------------------------ | ------------------------------------ |
| Sportliga Linz                 | 11. miejsce w Austrian Volley League |
| VCA Umdasch Amstetten/Aschbach | 1. miejsce w 2. Bundeslidze Ost      |
| WEB Union Volleyball Arbesbach | 2. miejsce w 2. Bundeslidze Ost      |
| ATSV St. Valentin              | 1. miejsce w 2. Bundeslidze West     |
| VC Wolfurt                     | 2. miejsce w 2. Bundeslidze West     |

### Tabela wyników
| Gospodarz \ Gość1              | LIN | AMS | ATSV | ARB | WOL |
| ------------------------------ | --- | --- | ---- | --- | --- |
| Sportliga Linz                 | -   | 3:2 | 3:0  | 3:0 | 3:0 |
| VCA Umdasch Amstetten/Aschbach | 2:3 | -   | 3:2  | 3:1 | 3:0 |
| ATSV St. Valentin              | 3:2 | 3:0 | -    | 3:1 | 3:1 |
| WEB Union Volleyball Arbesbach | 1:3 | 0:3 | 0:3  | -   | 3:1 |
| VC Wolfurt                     | 0:3 | 3:2 | 1:3  | 3:2 | -   |

Źródło: 
1 Drużyna gospodarzy jest wymieniona po lewej stronie tabeli.
Kolory:
  zwycięstwo gospodarzy 3:0 lub 3:1
  zwycięstwo gospodarzy 3:2
  zwycięstwo gości 3:0 lub 3:1
  zwycięstwo gości 3:2

### Terminarz i wyniki spotkań
| Data       | Godz. | Gospodarz                      | Rezultat                                | Gość                           |
| ---------- | ----- | ------------------------------ | --------------------------------------- | ------------------------------ |
| 15.02.2003 | 19:00 | WEB Union Volleyball Arbesbach | 0:3 (21:25, 18:25, 22:25)               | VCA Umdasch Amstetten/Aschbach |
| 21.02.2003 | 19:00 | ATSV St. Valentin              | 3:0 (25:23, 25:19, 25:15)               | VCA Umdasch Amstetten/Aschbach |
| 02.03.2003 | 10:30 | VC Wolfurt                     | 1:3 (27:25, 23:25, 21:25, 19:25)        | ATSV St. Valentin              |
| 08.03.2003 | 18:00 | Sportliga Linz                 | 3:2 (20:25, 25:23, 25:23, 17:25, 15:11) | VCA Umdasch Amstetten/Aschbach |
| 08.03.2003 | 19:00 | WEB Union Volleyball Arbesbach | 0:3 (22:25, 23:25, 17:25)               | ATSV St. Valentin              |
| 09.03.2003 | 15:30 | VC Wolfurt                     | 0:3 (21:25, 20:25, 15:25)               | Sportliga Linz                 |
| 15.03.2003 | 19:00 | ATSV St. Valentin              | 3:2 (26:24, 25:19, 19:25, 21:25, 15:12) | Sportliga Linz                 |
| 15.03.2003 | 20:00 | VCA Umdasch Amstetten/Aschbach | 3:0 (25:18, 25:11, 25:20)               | VC Wolfurt                     |
| 16.03.2003 | 11:00 | Sportliga Linz                 | 3:0 (25:15, 25:15, 25:15)               | VC Wolfurt                     |
| 16.03.2003 | 14:00 | VCA Umdasch Amstetten/Aschbach | 3:1 (25:16, 22:25, 25:14, 25:17)        | WEB Union Volleyball Arbesbach |
| 22.03.2003 | 19:00 | WEB Union Volleyball Arbesbach | 3:1 (23:25, 25:19, 25:19, 25:19)        | VC Wolfurt                     |
| 22.03.2003 | 19:00 | VCA Umdasch Amstetten/Aschbach | 3:2 (31:29, 25:27, 18:25, 25:13, 15:8)  | ATSV St. Valentin              |
| 23.03.2003 | 15:00 | WEB Union Volleyball Arbesbach | 1:3 (17:25, 20:25, 25:22, 17:25)        | Sportliga Linz                 |
| 29.03.2003 | 19:00 | Sportliga Linz                 | 3:0 (25:18, 25:18, 25:16)               | WEB Union Volleyball Arbesbach |
| 29.03.2003 | 19:00 | ATSV St. Valentin              | 3:1 (25:12, 25:9, 20:25, 25:14)         | VC Wolfurt                     |
| 30.03.2003 | 14:00 | VCA Umdasch Amstetten/Aschbach | 2:3 (20:25, 25:21, 17:25, 25:23, 13:15) | Sportliga Linz                 |
| 30.03.2003 | 17:00 | ATSV St. Valentin              | 3:1 (25:20, 25:20, 16:25, 27:25)        | WEB Union Volleyball Arbesbach |
| 05.04.2003 | 18:00 | Sportliga Linz                 | 3:0 (25:18, 25:18, 25:17)               | ATSV St. Valentin              |
| 05.04.2003 | 20:00 | VC Wolfurt                     | 3:2 (25:20, 22:25, 18:25, 18:25, 16:14) | VCA Umdasch Amstetten/Aschbach |
| 06.04.2003 | 11:00 | VC Wolfurt                     | 3:2 (25:20, 21:25, 25:22, 22:25, 17:15) | WEB Union Volleyball Arbesbach |
| Źródło:    |       |                                |                                         |                                |

### Tabela
| Lp. | Drużyna                        | Pkt | Mecze | Mecze | Mecze | Rodzaj wyniku | Rodzaj wyniku | Rodzaj wyniku | Rodzaj wyniku | Rodzaj wyniku | Rodzaj wyniku | Sety | Sety | Sety  | Małe punkty | Małe punkty | Małe punkty |
| Lp. | Drużyna                        | Pkt | M     | W     | P     | 3:0           | 3:1           | 3:2           | 2:3           | 1:3           | 0:3           | wyg. | prz. | stos. | zdob.       | str.        | stos.       |
| --- | ------------------------------ | --- | ----- | ----- | ----- | ------------- | ------------- | ------------- | ------------- | ------------- | ------------- | ---- | ---- | ----- | ----------- | ----------- | ----------- |
| 1   | Sportliga Linz                 | 14  | 8     | 7     | 1     | 4             | 1             | 2             | 1             | 0             | 0             | 23   | 8    | 2.88  | 713         | 598         | 1.19        |
| 2   | ATSV St. Valentin              | 12  | 8     | 6     | 2     | 2             | 3             | 1             | 1             | 0             | 1             | 20   | 11   | 1.82  | 699         | 653         | 1.07        |
| 3   | VCA Umdasch Amstetten/Aschbach | 8   | 8     | 4     | 4     | 2             | 1             | 1             | 3             | 0             | 1             | 18   | 15   | 1.2   | 734         | 669         | 1.1         |
| 4   | VC Wolfurt                     | 4   | 8     | 2     | 6     | 0             | 0             | 2             | 0             | 3             | 3             | 9    | 22   | 0.41  | 591         | 734         | 0.81        |
| 5   | WEB Union Volleyball Arbesbach | 2   | 8     | 1     | 7     | 0             | 1             | 0             | 1             | 3             | 3             | 8    | 22   | 0.36  | 621         | 704         | 0.88        |

Źródło: 
Punktacja: zwycięstwo - 2 pkt; porażka - 0 pkt
Zasady ustalania kolejności: 1. liczba punktów; 2. stosunek setów; 3. stosunek małych punktów; 4. bilans w bezpośrednich meczach
     Austrian Volley League 2003/2004
     2. Bundesliga 2003/2004